# Mazda-C-Plattform
Die Mazda-C-Plattform ist eine Plattform für Automobile der Mittelklasse. Sie ist von der Mazda-G-Plattform abgeleitet, auf welcher der Mazda 626 aufbaut. Autos, die als Basis die C-Plattform benutzen, haben eine maximale Breite von 1.700 mm.

## CA
Die CA-Plattform wurde für Automobile mit gehobener Ausstattung der Marke Eunos genutzt (asiatischer Markt). Die beiden Modelle unterschieden sich nur in Ausstattungsdetails.
- 1992–1993 Eunos 500 (Limousine)
- 1992–1999 Mazda Xedos 6 (Limousine)

## CB
Plattform des Mazda 323.
- 1994–1998 Mazda 323 (Fließheck)

## CG
Die CG-Plattform unterschied sich kaum von ihren Vorgängerinnen.
- 1994–1996 Mazda 626 (Limousine)
- 1994–1996 Ford Telstar II (Limousine)

## CP
- 1999–2002 Ford Ixion (Kompaktvan)
- 1999–2005 Mazda Premacy (Kompaktvan)